# Zjukovordenen
Zjukovordenen (russisk: Орден Жукова) er en russisk orden indstiftet ved dekret af 9. maj 1994 underskrevet af Ruslands præsident Boris Jeltsin. Ordenen er opkaldt efter marskal Georgij Zjukov (1896–1974), som ledede Den Røde Hær under 2. verdenskrig. Ordenen har én klasse. Zjukovordenen tildeles som belønning for sejrrig indsats i militæroperationer, herunder 2. verdenskrig, men kan også tildeles militære ledere i Den Russiske Føderations væbnede styrker som udmærker sig ved indsats i krig.
Den Russiske Føderations ordensvæsen blev nyordnet ved præsident Dmitrij Medvedevs dekret af 7. september 2010 og Zjukovordenen fik nye statutter. Zjukovordenen rangerer efter dette som nummer syv af 15 ordener i Ruslands ordensvæsen. Den rangerer efter Andreasordenen, Sankt Georgsordenen, Fædrelandets fortjenstorden, Aleksander Nevskij-ordenen, Suvorovordenen og Usjakovordenen, men foran Kutuzovordenen. 
Udover Zjukovordenen, findes der også en medalje som bærer marskalens navn: Zjukovmedaljen. 

## Insignier
Ordenstegnet for Zjukovordenen består af fire guldkantede røde skjolde arrangeret i korsform og med sølvstråler i korsvinklerne. Midtmedaljonen er blåemaljeret og bærer Georgij Zjukovs halvt højrevendte portræt i guld. Under portrættet er der placeret ege- og laurbærblade. Over portrættet står indskriften "ГЕОРГИЙ ЖУКОВ" (Georgij Zjukov) i guldbogstaver i en bue. 
Ordenstegnet blev indtil 2010 båret uden bånd, som en ordensstjerne. Fra 2010 er ordenstegnet ophængt i et bånd med tre striber i de russiske farver hvidt, rødt og blåt i midten. Båndstriben for Zjukovordenen har samme farver og er uforandret siden indstiftelsen i 1994.

## Tildeling
Zjukovordenen tildeles som belønning til militære kommandanter, som udmærkede sig under 2. verdenskrig, men kan også tildeles militære ledere i Den Russiske Føderations væbnede styrker som udmærker sig ved indsats i krig. Ordenen kan også tildeles afdelinger. Udenlandske officerer som deltager i strid sammen med russiske styrker kan også tildeles Zjukovordenen. 
De første tildelinger af ordenen fandt sted i 1995. Den blev i første række tildelt generaler som havde kæmpet under 2. verdenskrig. I årene frem til 1998 blev 100 officerer dekoreret.